# Walckenaeria caobangensis
Walckenaeria caobangensis là một loài nhện trong họ Linyphiidae.
Loài này thuộc chi Walckenaeria. Walckenaeria caobangensis được mô tả năm 2004 bởi Tu & Li.